# Brutal Heat
Brutal Heat (im Tschechischen auch Brutální vedro) ist ein Endzeitfilm von Albert Hospodářský. Die Premiere des Films erfolgte Anfang Juli 2023 beim Internationalen Filmfestival Karlovy Vary. Ende August 2023 kam der Film in die tschechischen Kinos.

## Handlung
In naher Zukunft. Ein Fragment hat sich aus der Sonne gelöst und rast auf die Erde zu. Der 18-jährige Vincek ist in einer ihm unbekannten Stadt unterwegs. Er kommt in einer Hütte unter.

## Produktion

### Regie und Drehbuch

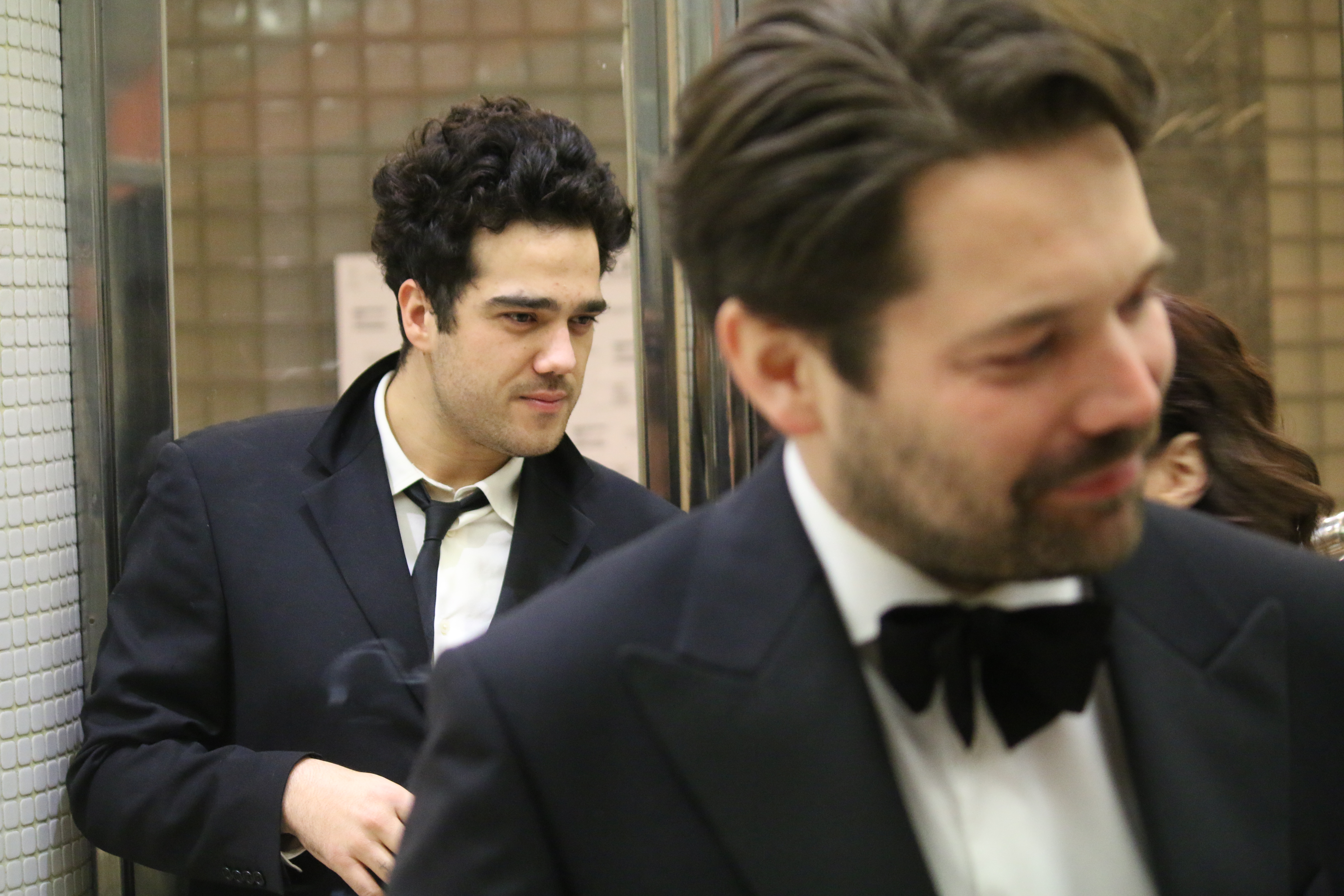
Regisseur Albert Hospodářský, im Bild links

Regie führte Albert Hospodářský, der auch das Drehbuch schrieb. Brutal Heat ist sein Spielfilmdebüt. Er versteht ihn nicht nur als Endzeitfilm, in dem Menschen angesichts der Katastrophe zwar ähnliche, jedoch auch unterschiedliche Bedürfnisse haben, sondern auch als ein Roadmovie. Er erklärte hierzu: „Das Motiv des Reisens steckt in allem, was ich fotografiere. Für mich ist es eine natürliche und einfache Art des Geschichtenerzählens, die mir einen Ausgangspunkt und ein Ziel gibt.“

### Besetzung und Dreharbeiten

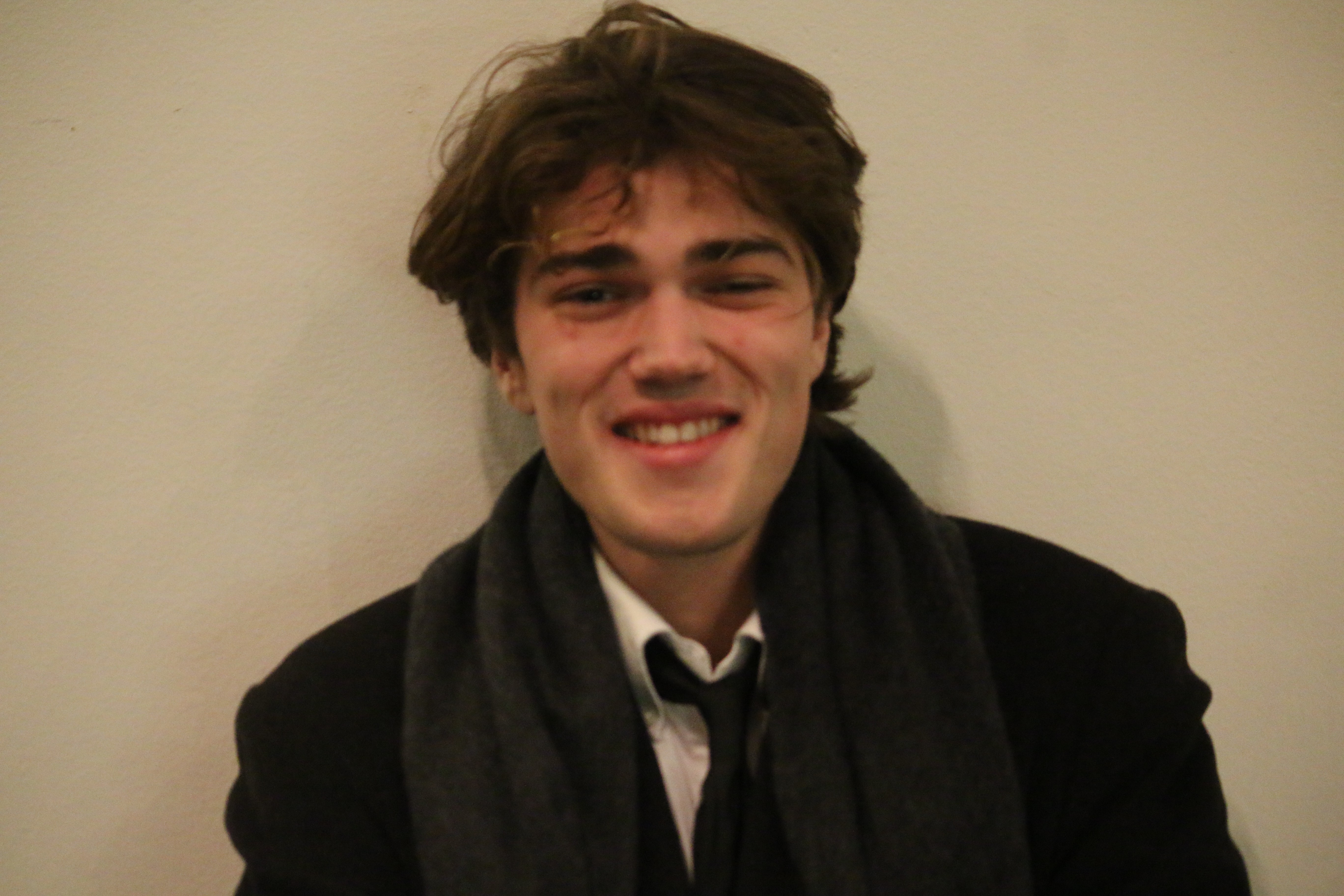
Vincent Hospodářský, der fünf Jahre jüngerer Bruder des Regisseurs, spielt Vincek

Vincent Hospodářský, der fünf Jahre jüngerer Bruder des Regisseurs, spielt in der Hauptrolle den 18-jährigen Vincek. Mit ihm drehte er in seiner Zeit an der FAMU bereits einen Kurzdokumentarfilm mit dem Titel Journey to a Brother. Zur Besetzung der Hauptrolle mit seinem Bruder erklärte der Regisseur, dieser sei für ihn bei den Dreharbeiten für den Kurzfilm zu einer absolut unverzichtbaren Inspiration geworden, weil er so völlig er selbst und transparent sei. In weiteren Rollen sind Zdeňka Petrová, Milan Mikulčík, Václav Kopelec, Ivana Uhlířová, Tereza Dočkalová, Marta Bačíková und Anežka Kalivodová zu sehen.
Gedreht wurde acht Tage lang in der an der Elbe gelegenen Stadt Pardubice, unter anderem am alten Busbahnhof. Als Kameramann fungierte Tomáš Uhlík. Er ist Absolvent der FAMU in Prag und studierte an der Fakultät für Architektur an der Technischen Universität Liberecka.

### Veröffentlichung
Die Premiere von Brutal Heat fand am 4. Juli 2023 beim Internationalen Filmfestival Karlovy Vary statt, wo der Film im Proxima Competition gezeigt wurde. Im Jahr zuvor wurde Brutal Heat dort im Rahmen der Eastern Promises Industry Days vorgestellt. Am 31. August 2023 kam der Film in die tschechischen Kinos. Ende September 2023 wurde Brutal Heat beim Finále Plzeň vorgestellt. Im November 2023 war der Film beim Filmfestival Cottbus im Jugendfilmwettbewerb zu sehen.

## Auszeichnungen
Filmfestival Cottbus 2023
- Nominierung im Jugendfilmwettbewerb[14]

Finále Plzeň 2023
- Auszeichnung als Bester Film im Langfilmwettbewerb mit dem Goldenen Eisvogel[15]

 Internationales Filmfestival Karlovy Vary 2020
- Auszeichnung für das Beste Drehbuch als „Star of Tomorrow“[16][17]

Internationales Filmfestival Karlovy Vary 2023
- Nominierung im Proxima Competition
- Lobende Erwähnung der Jury[11][18]